# Іміглюцераза
Іміглюцераза — штучний фермент, який входить до  складу препарату  церезиму і може заміщувати природний фермент кислу β-глюкозидазу, якої у пацієнтів з хворобою Гоше недостатньо або яка є недостатньо активною. Він розщеплює жировий відхід, який називається глюкозилцерамідом. Без ферменту глюкозилцерамід накопичується в організмі, як правило, в печінці, селезінці та кістковому мозку, що викликає симптоми захворювання: анемію (низький рівень еритроцитів), втому, легкі синці та схильність до кровотечі, збільшена селезінка і печінка, болі в кістках і розриви.

## Загальне

### Хвороба
Хвороба Гоше — спадкове аутосомно-рецесивне метаболічне захворювання, що виникає внаслідок дефіциту лізосомного ферменту бета-глюкоцереброзидази (GBA). Це найчастіше лізосомальні захворювання. Найбільша поширеність відзначається серед євреїв Ашкеназі (1 на 855 чоловік), тоді як серед інших популяцій вона становить 1 на 100 тис. У Росії поширеність становить 1 на 50 тис., Тобто, приблизно, близько трьох тисяч пацієнтів.
Церезим застосовується пацієнтам, які мають хворобу Гоше 1 типу, яка не вражає нервові клітини, або хворобу Гоше 3 типу, яка прогресує повільно і вражає нервові клітини. У пацієнтів повинні бути симптоми, що не впливають на нервову систему, включаючи одне або декілька з наступних станів:
- анемія;
- тромбоцитопенія (низький вміст тромбоцитів у крові);
- захворювання кісток;
- збільшена печінка або селезінка.[7]

Найбільш частими ускладненнями хвороби Гоше є кістково-суглобові ураження, які є найчастішою причиною інвалідності та смертності при хвороби Гоше.

### Препарати
Церезим — ліофілізований лікарський засіб, що випускається корпорацією Genzyme . Його вводять внутрішньовенно після відновлення як лікування типу 1 та 3 типу  хвороби Гоше. Випускається у формах, що містять 200 або 400 одиниць на флакон. Питома активність високоочищеного ферменту людини становить 890 000 одиниць / мг.  Типова доза становить 2,5 ОД / кг кожні два тижні, Це одне з дорожчих ліків, щорічна вартість у США складає 200 000 доларів на людину.

### Дослідження
Раніше хворобу Гоше лікували за допомогою ферменту під назвою алглюцераза, який готували з плаценти людини. Іміглуцераза, діюча речовина Церезиму, є копією цього ферменту, який виробляється методом, відомим як «технологія рекомбінантної ДНК»: фермент виготовляється клітиною, яка отримала ген (ДНК), що дозволяє йому виробляти фермент. Іміглуцераза замінює фермент, що відсутній при хворобі Гоше, допомагаючи розщеплювати глюкозилцерамід і зупиняти його накопичення в організмі.
Для хвороби Гоше типу 1 Церезим був вивчений у трьох дослідженнях, в яких брали участь загалом 40 пацієнтів. Це прийнятна кількість, оскільки захворювання зустрічається рідко. Дослідження порівнювали здатність Церезиму та алглюцерази контролювати симптоми захворювання, такі як збільшення кількості еритроцитів та тромбоцитів у крові та зменшення розмірів печінки та селезінки.
Хвороба Гоше 3-го типу  зустрічається вкрай рідко

### Механізм дії
Іміглюцераза була отримана з генетично змінених клітин яєчників китайського хом'ячка. Рекомбінантна іміглюцераза на відміну від нативного ферменту (β-глюкоцереброзидази) для посилення фармакологічної дії додатково обробляється глікозидазамі (нейрамінідазою, β-N-ацетилглюкозамінідазою і β-галактозидази), в результаті чого структура її бічних вуглеводних ланцюгів закінчується залишками манози, а це, в свою чергу, забезпечує ефективну інтерналізацію  білка в макрофаги, інші клітини, що несуть рецептори манози, і прояв специфічної ферментативної активності в уражених клітинах-мішенях.
Експериментально показано, що іміглюцераза проникає в перитонеальні макрофаги миші і в клітини фібробластів миші лінії L929 по подібному механізму — шляхом взаємодії з маннозним рецептором (CD206) і її подальшої   інтерналізації (переміщення рецепторної молекули від плазматичної мембрани в цитозоль).
Крім застосування іміглюцерази є ще один спосіб лікування: зменшення вироблення субстрату (власне глюкоцереброзидів) шляхом пригнічення ферменту глюкоцерамідсинтетази. Такий механізм дії має препарат міглустат (Завеска®), що приймається перорально. На тлі його прийому спостерігаються зменшення розмірів печінки і селезінки, зниження таких явищ як, підвищення гемоглобіну і кількості тромбоцитів.

### Отримання
Першим препаратом для ферментативної замісної терапії була альглюцераза (GBA, виділена з плацентарного матеріалу людини). Препарат випускався під назвою Глуцераза. Наступним кроком було створення рекомбінантного білка, мутантної форми бета-глюкоцереброзидази людини з однією амінокислотною заміною Arg495His (іміглюцераза), експресувати в трансформованому лінії СНО (клітини яєчників китайського хом'ячка). Лікарський засіб на основі цього білка відомо під назвою Церезим.
Основною проблемою при отриманні іміглюцерази є її складний профіль глікозилювання. У природній глюкоцереброзидази є 4 сайта глікозилювання, при цьому, бічні ланцюги не містять кінцевих маноз У зв'язку з цим, природна глюкоцереброзидаза практично не здатна до проникнення в макрофаги за механізмом взаємодії з їх маннозними рецепторами. Рекомбінантна іміглюцераза має від однієї до дев'яти структур Man 3 → Man 9 і має більшу спорідненість до маннозних рецепторів на поверхні макрофагів. Однак, зазначені залишки манози «приховані» іншими цукрами і тому, щоб отримати активний білок, СНО-експресовану іміглюцеразу піддають в ході виділення і очищення подальшому процесингу з використанням ферментів, змінюють її патерн глікозилюванню.
Для вирішення цього завдання застосовувалася послідовна обробка білка нейрамінідазою, галактозидазою і β-N-ацетилглюкозамінідазою, для видалення, відповідно, залишків сіалова кислоти, галактози і N-ацетилглюкозамін. Ці кілька етапів ферментативної обробки дозволяють вивільнити значну кількість маннозних залишків таким чином, щоб бічні ланцюга гліканів переважно закінчувалися залишками манози. Отримана вуглеводна структура іміглюцерази відрізняється від такої глюкоцереброзидази, що забезпечує істотно більший час напівжиття in vivo і більш високу спорідненість до маннозних рецепторів на поверхні людських клітин.
Однак така послідовна обробка ферментами, хоча і дозволяє отримати активний білок, що не дуже ефективна, оскільки існує ризик неповного гідролізу відповідних моносахаридних ланок одним з ферментів, що блокує функцію наступних ферментів. Таким чином, даний підхід вимагає тривалого часу, великих кількостей ферментів і в підсумку виявляється досить дорогим, що, в кінцевому рахунку, значно збільшує вартість отриманого білка. Тому завдання розробки нових, більш економічних і ефективних, способів виділення і очищення біологічно активної глюкоцереброзидази зберігається.

### Побічні ефекти
Найпоширенішим побічним ефектом є гіперчутливість, яка виникає приблизно у 3 % пацієнтів. Це пов'язано з такими симптомами, як кашель, задишка, висипання, свербіж та ангіоневротичний набряк . Менш поширеними побічними ефектами є запаморочення, головний біль, нудота, діарея та реакції на місці введення; вони виявляються менш ніж у 1 % пацієнтів

## Додаткова інформація

### Інші препарати для лікування хвороби Гоше
- Афегостат (розробка припинена)
- Eliglustat
- Міглустат
- Велаглюцераза альфа
- Таліглюцераза альфа